# Missy Elliott
Melissa Arnette Elliott, (nghệ danh: Missy Elliott) là rapper, ca sĩ, vũ công và nhà sản xuất nhạc người Mỹ.

## Thời thơ ấu
Melissa Arnette Elliott sinh ra tại Portsmouth, Virginia.

## Danh sách album

### Album phòng thu
- Supa Dupa Fly (1997)
- Da Real World (1999)
- Miss E... So Addictive (2001)
- Under Construction (2002)
- This Is Not a Test! (2003)
- The Cookbook (2005)